# Hek begraafplaats Vierhuizen

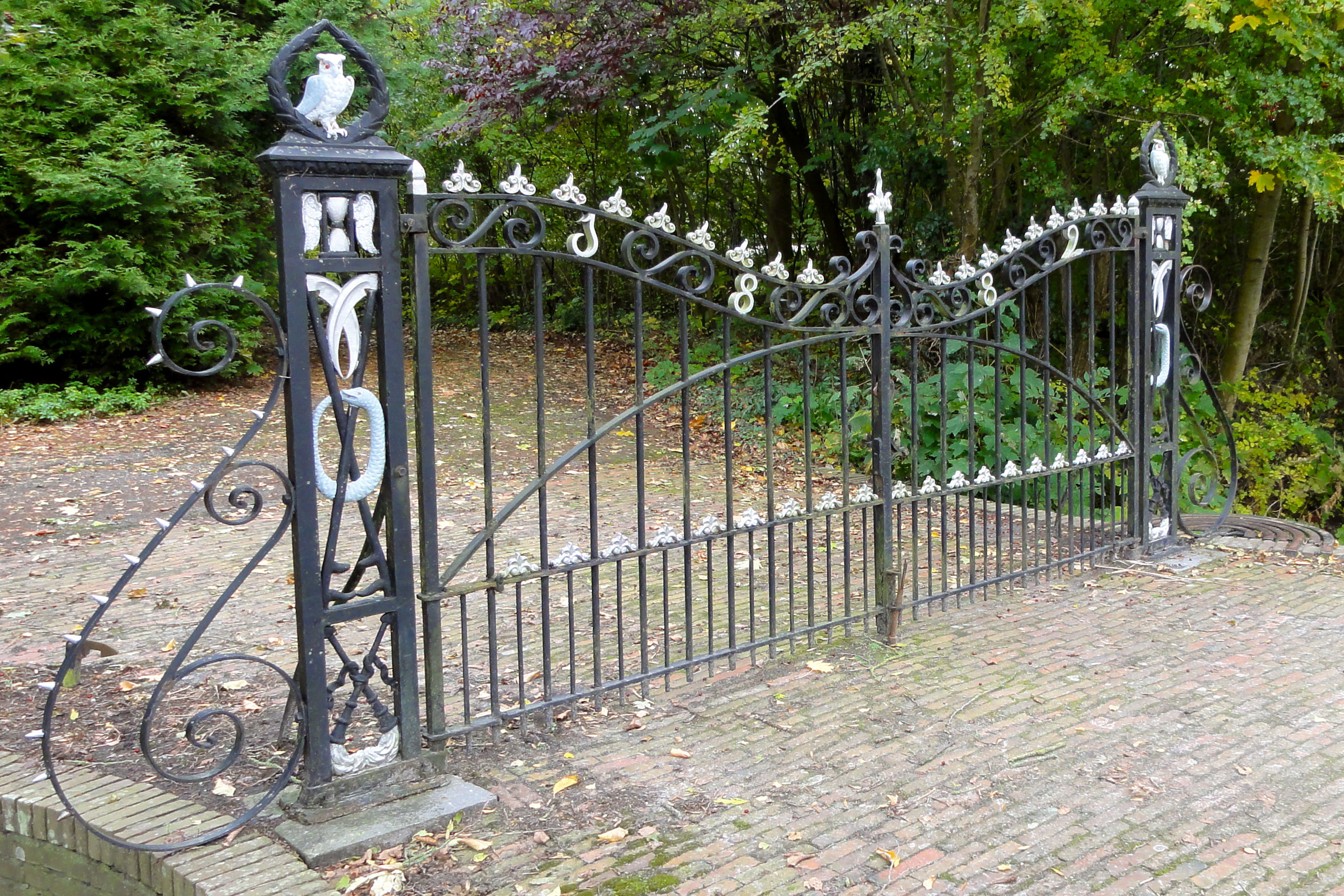
Het monumentale hek van de begraafplaats in Vierhuizen

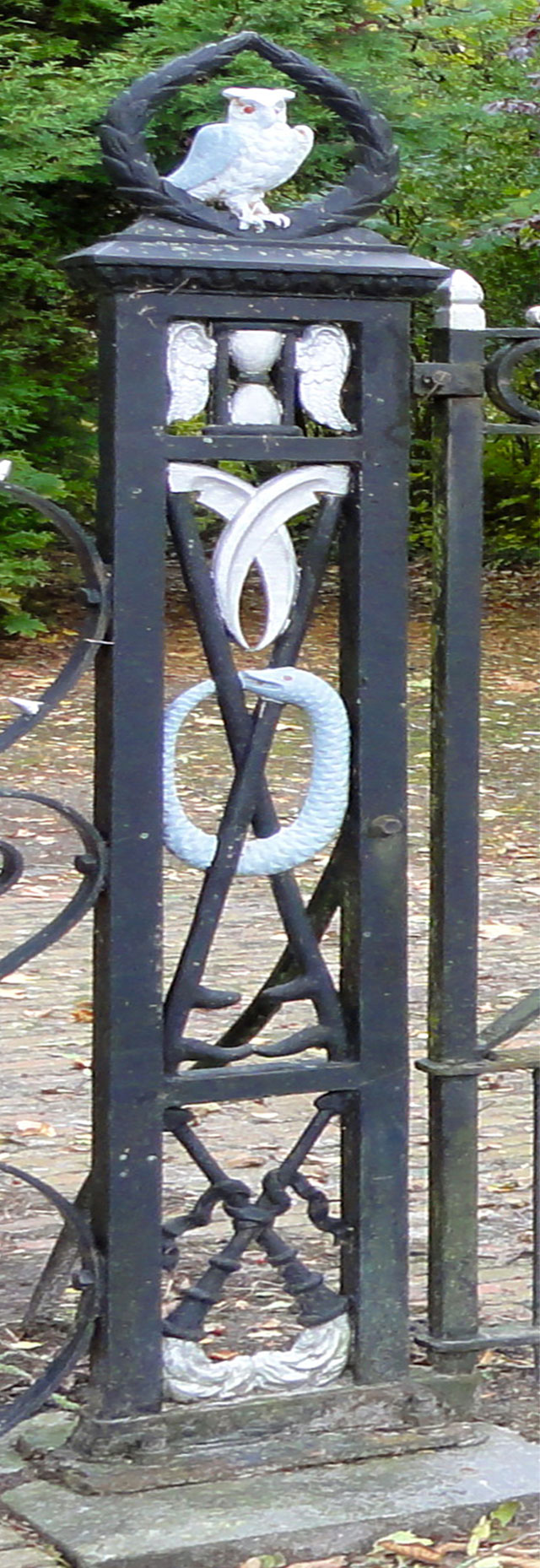
detail (pijler)

Het hek van de begraafplaats in Vierhuizen is een monumentaal object in Vierhuizen in de Nederlandse provincie Groningen.
Het hek van de begraafplaats in Vierhuizen is erkend als rijksmonument. Het is in 1882 gemaakt waarschijnlijk door de firma Mohrman in Leeuwarden. De twee smeedijzeren hekken staan tussen twee gietijzeren pijlers. Beide pijlers bevatten meerdere grafsymbolen. Van beneden naar boven (zie afbeelding)  zijn dat:
- Twee omgekeerde elkaar kruisende toortsen - symbool voor het uitgedoofde leven
- Twee elkaar kruisende zeisen - symbool van de dood die het leven wegmaait
- Op het kruispunt van de zeisen een slang, die in zijn staart bijt - symbool voor de oneindigheid
- Een zandloper met vleugels - symbool van de vergankelijkheid van de tijd
- Een uiltje met een lauwerkrans - de uil als symbool van de nacht en de dood en de lauwerkrans als symbool van het eeuwige leven

Het hek, met het jaartal 1882 dat verwijst naar het bouwjaar, is versierd met gietijzeren pieken. De monumentale waarde heeft te maken met de gaafheid van het hek, de markante ligging en het gebruik van de typerende doodssymbolen.